# 子島喜久
子島喜久(ねじま よしひさ、1963年 -)は日本の社会科学研究者。埼玉県生まれ。取得学位、経済学修士。
父親は、国鉄労働組合本部役員、全国労働組合連絡協議会事務局長を歴任した子島利夫(NAID 40004019621)である。
社会人学生を続け大学院時代、日本学士院会員で経済学者の伊藤誠に師事し影響を受け、経済理論学会、基礎経済科学研究所()で「疎外労働の超克」を社会科学の統一的課題として設定し、専門的な労働分野の研究をしている。
2005年メーデーの日に病没した父親の17回忌追悼集、『国鉄闘争の展開と労働者の道―プロレタリア国際主義』では、臨調行革路線を国家戦略と規定し、総資本による国鉄労働組合への解体を目的にした、国鉄方式の採用差別、国家的不当労働行為、解雇権濫用法理の発動によるものと分析し、総労働が総力をかけた階級闘争の歴史的意義を克明に論じている。
子島は、「瑞々しい感性と人格は、自身の歴史性によって定立される」と人格論を弁証法的に提唱している。

## 著作・その他
- 『マルクスの権利と世界』2024年、関東図書ブックレットⅠ
- 『護憲論Ⅱ[補訂版]ー武力による平和から非武装永世中立による平和へ』2023年、関東図書
- 『護憲論Ⅱ』2023年、関東図書
- 『国鉄闘争の展開と労働者の道ープロレタリア国際主義』2020年、関東図書
- 『護憲論―憲法学の方法・国民統制による文民統制』2015年、関東図書、NCID BB20173975
- 『労働過程論の研究―疎外労働からの超克を求めて』2012年、関東図書、NCID BB11163835
- 「1990年代の日本の労働法改正とその意義」2010年3月、『国士舘大学21世紀アジア学会紀要』
- 「学問の厳しさを思考に刻み込む科学者ー伊藤誠先生公開研究会に寄せて」2015年6月、『政経研究時報』政治経済研究所
- 書評「この本を読んで　経済を解剖する楽しさ」『まなぶ』1998年6月号、労働大学